# Crema di papaia
La crema di papaia (in portoghese brasiliano creme de papaya o creme de mamão) è un dolce brasiliano.
Si tratta di un dolce di nascita relativamente recente, che ebbe grande diffusione soprattutto negli anni '90.
La sua preparazione è piuttosto semplice: il gelato alla vaniglia (o alla crema) viene frullato insieme alla polpa della papaia matura. Una volta messa la crema ottenuta in una coppetta, di solito viene aggiunta anche della crème de cassis.